# Villeneuve-sur-Vère
Pour les articles homonymes, voir Villeneuve.
Villeneuve-sur-Vère (en occitan: Vilanòva de Vera), est une commune française, située dans le nord du département du Tarn en région Occitanie. Sur le plan historique et culturel, la commune est dans l'Albigeois, une région naturelle agricole correspondant aux environs de la ville d’Albi.
Exposée à un climat océanique altéré, elle est drainée par la Vère, le ruisseau de la Mouline et par divers autres petits cours d'eau.
Villeneuve-sur-Vère est une commune rurale qui compte 533 habitants en 2022.  Elle fait partie de l'aire d'attraction d'Albi. Ses habitants sont appelés les Villeneuvérois ou  Villeneuvéroises.

## Géographie

### Communes limitrophes
Les communes limitrophes sont  Castanet, Cestayrols, Livers-Cazelles, Mailhoc, Milhavet, Noailles et Virac.
| Livers-Cazelles | Milhavet            | Virac                             |
| Noailles        | Villeneuve-sur-Vère | Mailhoc                           |
| Cestayrols      | Castanet            | Sainte-Croix (par un quadripoint) |

### Géologie et relief
La commune se situe sur le causse d'Albi-Cordes, l'altitude est de 280 m. La superficie est de 1 589 hectares.

### Hydrographie
La commune est dans le bassin de la Garonne, au sein du bassin hydrographique Adour-Garonne. Elle est drainée par la Vère, le ruisseau de la Mouline, Fossé de Lieur, Fossé du Mazet, le ruisseau de Bésou, le ruisseau de l'Escourou et par deux petits cours d'eau, qui constituent un réseau hydrographique de 14 km de longueur totale,.
La Vère, d'une longueur totale de 53,2 km, prend sa source dans la commune du Le Garric et s'écoule d'ouest en est. Elle traverse la commune et se jette dans l'Aveyron à Bruniquel, après avoir traversé 15 communes.

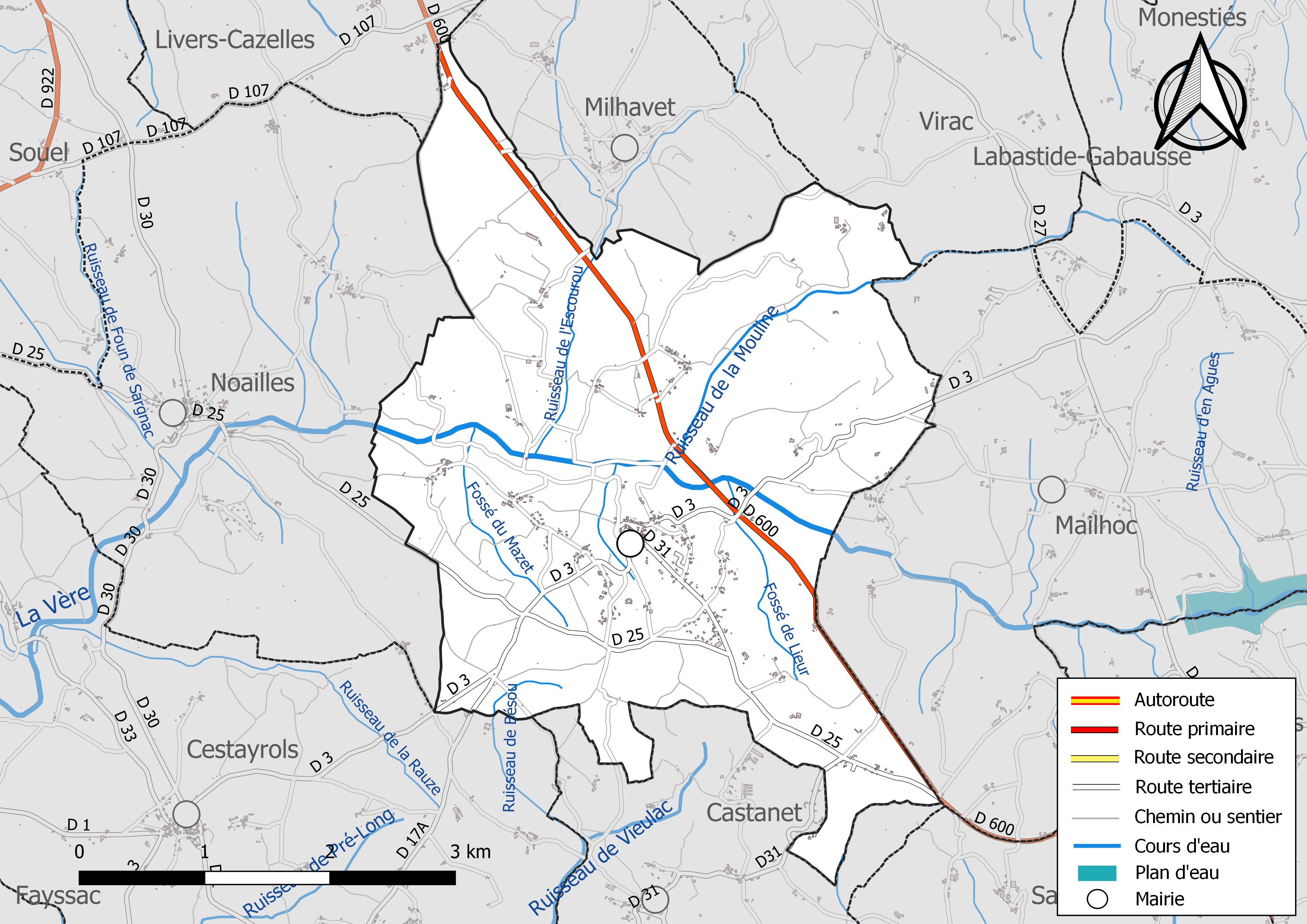
Réseaux hydrographique et routier de Villeneuve-sur-Vère.

### Climat
Pour des articles plus généraux, voir Climat de l'Occitanie et Climat du Tarn.
En 2010, le climat de la commune est de type climat du Bassin du Sud-Ouest, selon une étude du Centre national de la recherche scientifique s'appuyant sur une série de données couvrant la période 1971-2000. En 2020, Météo-France publie une typologie des climats de la France métropolitaine dans laquelle la commune est exposée à un climat océanique altéré et est dans la région climatique Aquitaine, Gascogne, caractérisée par une pluviométrie abondante au printemps, modérée en automne, un faible ensoleillement au printemps, un été chaud (19,5 °C), des vents faibles, des brouillards fréquents en automne et en hiver et des orages fréquents en été (15 à 20 jours).
Pour la période 1971-2000, la température annuelle moyenne est de 12,7 °C, avec une amplitude thermique annuelle de 16,2 °C. Le cumul annuel moyen de précipitations est de 890 mm, avec 10,9 jours de précipitations en janvier et 6 jours en juillet. Pour la période 1991-2020, la température moyenne annuelle observée sur la station météorologique de Météo-France la plus proche, « Albi », sur la commune du Sequestre à 11 km à vol d'oiseau, est de 13,8 °C et le cumul annuel moyen de précipitations est de 733,9 mm. 
La température maximale relevée sur cette station est de 42,3 °C, atteinte le 23 août 2023 ; la température minimale est de −20,4 °C, atteinte le 16 janvier 1985,,.
Les paramètres climatiques de la commune ont été estimés pour le milieu du siècle (2041-2070) selon différents scénarios d'émission de gaz à effet de serre à partir des nouvelles projections climatiques de référence DRIAS-2020. Ils sont consultables sur un site dédié publié par Météo-France en novembre 2022.

### Milieux naturels et biodiversité
Aucun espace naturel présentant un intérêt patrimonial n'est recensé sur la commune dans l'inventaire national du patrimoine naturel,,.

## Urbanisme

### Typologie
Au 1er janvier 2024, Villeneuve-sur-Vère est catégorisée commune rurale à habitat dispersé, selon la nouvelle grille communale de densité à sept niveaux définie par l'Insee en 2022.
Elle est située hors unité urbaine. Par ailleurs la commune fait partie de l'aire d'attraction d'Albi, dont elle est une commune de la couronne,. Cette aire, qui regroupe 91 communes, est catégorisée dans les aires de 50 000 à moins de 200 000 habitants,.

### Occupation des sols
L'occupation des sols de la commune, telle qu'elle ressort de la base de données européenne d’occupation biophysique des sols Corine Land Cover (CLC), est marquée par l'importance des territoires agricoles (97 % en 2018), une proportion sensiblement équivalente à celle de 1990 (97,6 %). La répartition détaillée en 2018 est la suivante : 
terres arables (44,9 %), zones agricoles hétérogènes (44,1 %), cultures permanentes (8 %), forêts (3 %). L'évolution de l’occupation des sols de la commune et de ses infrastructures peut être observée sur les différentes représentations cartographiques du territoire : la carte de Cassini (XVIIIe siècle), la carte d'état-major (1820-1866) et les cartes ou photos aériennes de l'IGN pour la période actuelle (1950 à aujourd'hui).

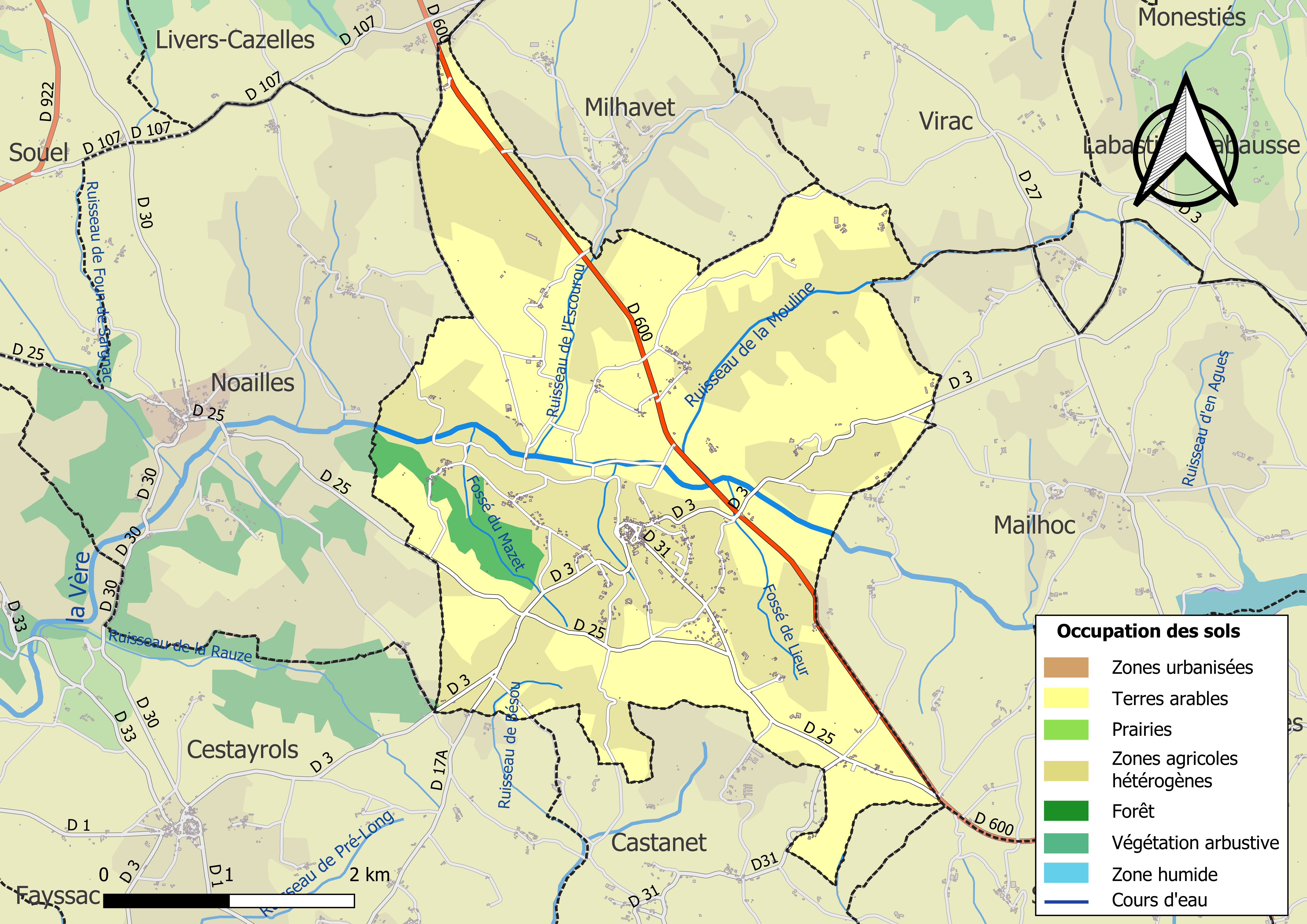
Carte des infrastructures et de l'occupation des sols de la commune en 2018 (CLC).

### Risques majeurs
Le territoire de la commune de Villeneuve-sur-Vère est vulnérable à différents aléas naturels : météorologiques (tempête, orage, neige, grand froid, canicule ou sécheresse), inondations, mouvements de terrains et séisme (sismicité très faible). Il est également exposé à un risque technologique,  le transport de matières dangereuses. Un site publié par le BRGM permet d'évaluer simplement et rapidement les risques d'un bien localisé soit par son adresse soit par le numéro de sa parcelle.

#### Risques naturels
Certaines parties du territoire communal sont susceptibles d’être affectées par le risque d’inondation par débordement de cours d'eau, notamment la Vère. La cartographie des zones inondables en ex-Midi-Pyrénées réalisée dans le cadre du XIe Contrat de plan État-région, visant à informer les citoyens et les décideurs sur le risque d’inondation, est accessible sur le site de la DREAL Occitanie. La commune a été reconnue en état de catastrophe naturelle au titre des dommages causés par les inondations et coulées de boue survenues en 1982 et 2003,.
Villeneuve-sur-Vère est exposée au risque de feu de forêt. En 2022, il n'existe pas de Plan de Prévention des Risques incendie de forêt (PPRif). Le débroussaillement aux abords des maisons constitue l’une des meilleures protections pour les particuliers contre le feu,.

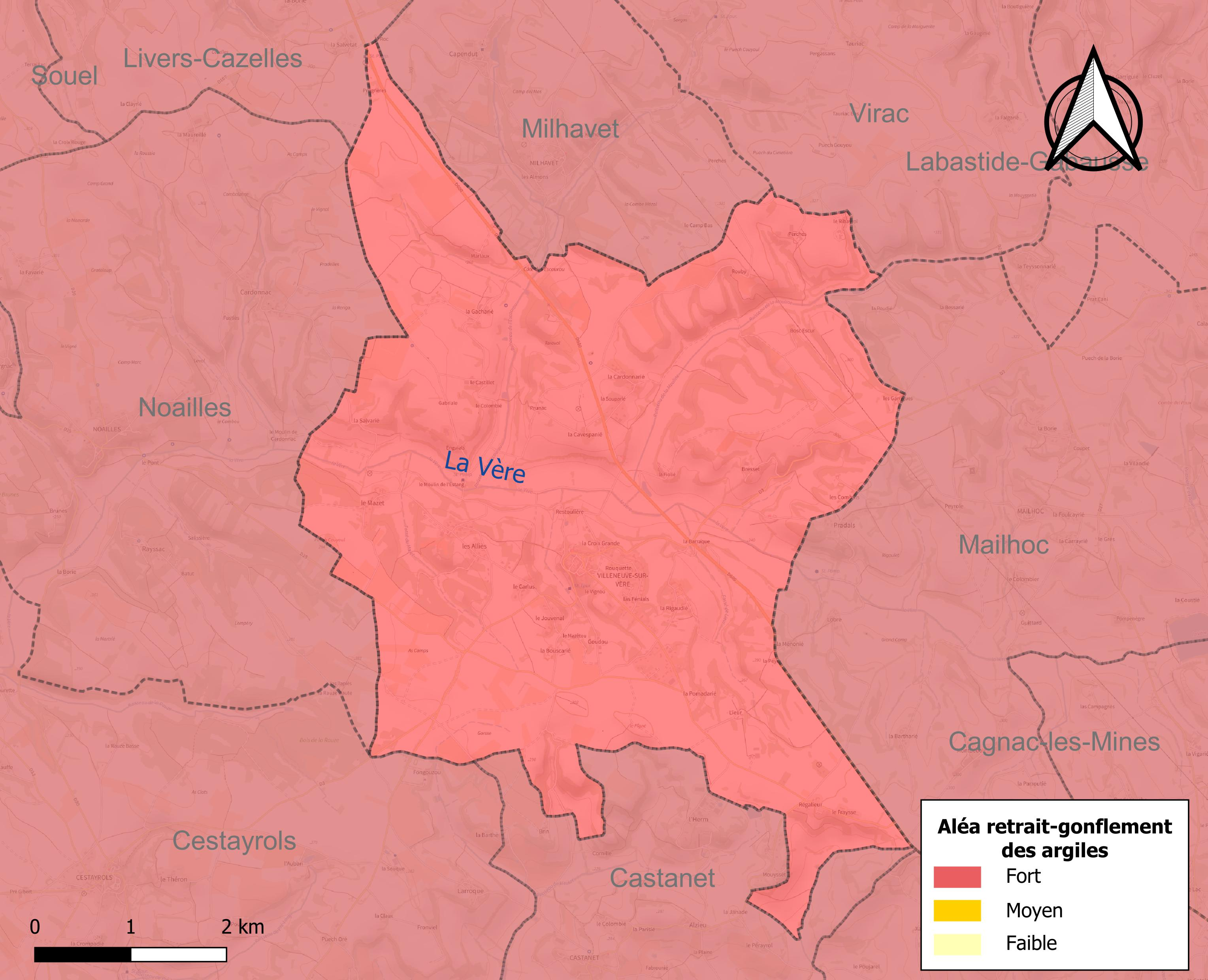
Carte des zones d'aléa retrait-gonflement des sols argileux de Villeneuve-sur-Vère.

La commune est vulnérable au risque de mouvements de terrains constitué principalement du retrait-gonflement des sols argileux. Cet aléa est susceptible d'engendrer des dommages importants aux bâtiments en cas d’alternance de périodes de sécheresse et de pluie. La totalité de la commune est en aléa moyen ou fort (76,3 % au niveau départemental et 48,5 % au niveau national). Sur les 237 bâtiments dénombrés sur la commune en 2019, 237 sont en aléa moyen ou fort, soit 100 %, à comparer aux 90 % au niveau départemental et 54 % au niveau national. Une cartographie de l'exposition du territoire national au retrait gonflement des sols argileux est disponible sur le site du BRGM,.
Par ailleurs, afin de mieux appréhender le risque d’affaissement de terrain, l'inventaire national des cavités souterraines permet de localiser celles situées sur la commune.

#### Risques technologiques
Le risque de transport de matières dangereuses sur la commune est lié à sa traversée par des infrastructures routières ou ferroviaires importantes ou la présence d'une canalisation de transport d'hydrocarbures. Un accident se produisant sur de telles infrastructures est susceptible d’avoir des effets graves sur les biens, les personnes ou l'environnement, selon la nature du matériau transporté. Des dispositions d’urbanisme peuvent être préconisées en conséquence.

## Histoire
Au bas d'un hameau, près d'un lavoir, on a retrouvé des morceaux d'amphores.

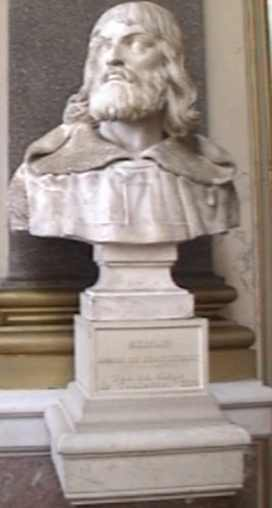
Buste de Simon de Montfort par Feuchère, Château de Versailles.

Vers 1212, Déodat Alaman avait fondé une bastide, Villeneuve-la-nouvelle, à la place de l'ancienne Villeneuve, rasée selon la tradition par Simon de Montfort dont l'histoire signale le passage en 1211 et 1212. La nouvelle cité prospère. Déodat Alaman, ministre des Comtes de Toulouse, est assez habile pour s'abriter toujours derrière le drapeau du vainqueur. On le voit dans le camp de Montfort et après sa mort, on le retrouve dans celui des Toulouse.
Sur l'emplacement de l'ancienne Villeneuve, on édifia Notre-Dame de la Gardelle, corruption de Gardevieille, au milieu du cimetière conservé en son lieu d'origine (route de Cordes). Très restaurée, l'église (XVe) a gardé son clocher-mur.

Armes de Louis d'Amboise

La nouvelle Villeneuve, bâtie à l'aise sur un rebord qui domine la Vère, possède dans son ample disposition et dans l'architecture de maintes maisons l'héritage d'élégance qui lui vient de son appartenance à l'archevêque d'Albi, depuis qu'en 1479, Louis d'Amboise en acquit la seigneurie. Le presbytère conserve ainsi des plafonds à la française et une belle cage d'escalier.
L'église Saint-Sauveur (XVe) a gardé sur sa porte monumentale les armoiries de Julien de Médicis (évêque d'Albi de 1574 à 1588), avec la date de 1582.
La restauration de l'intérieur a mis en valeur les harmonieuses proportions de l'édifice. Retable à colonnes du XVIe siècle.
L'église Saint-Étienne de Brès est le dernier témoin d'un village disparu dont il est fait mention bien avant l'an mil. Seules les archives nous le font connaître avec les membres de la famille seigneuriale. L'église gothique (XVe) est bien conservée, avec son clocher-mur et ses culs-de-lampe. Des dalles funéraires et des fresques témoignent encore de sa splendeur passée.
Une autre église, Saint-Michel de Lieur, a quant à elle totalement disparu.
En 1789, la communauté de Villeneuve fait partie de la sénéchaussée de Toulouse et du diocèse d'Albi. Les paroisses sont Saint-Sauveur de Villeneuve, Saint-Étienne de Brès et Notre-Dame de la Gardelle.
En 1790, la municipalité fait partie du canton de Castelnau-de-Lévis, district d'Albi.
An X, la commune est intégrée au canton d'Albi, celui de Castelnau ayant cessé d'exister.
En 1976, la commune est rattachée au canton d'Albi-Nord.

### Héraldique
| Villeneuve-sur-Vère | Son blasonnement est : D'azur à un annelet d'or. |

## Démographie
| 1793 | 1800 | 1806 | 1821 | 1831 | 1836 | 1841 | 1846 | 1851 |
| ---- | ---- | ---- | ---- | ---- | ---- | ---- | ---- | ---- |
| 700  | 752  | 779  | 844  | 809  | 818  | 823  | 831  | 837  |

| 1856 | 1861 | 1866 | 1872 | 1876 | 1881 | 1886 | 1891 | 1896 |
| ---- | ---- | ---- | ---- | ---- | ---- | ---- | ---- | ---- |
| 780  | 800  | 809  | 752  | 706  | 708  | 704  | 676  | 640  |

| 1901 | 1906 | 1911 | 1921 | 1926 | 1931 | 1936 | 1946 | 1954 |
| ---- | ---- | ---- | ---- | ---- | ---- | ---- | ---- | ---- |
| 608  | 603  | 573  | 510  | 503  | 512  | 503  | 434  | 441  |

| 1962 | 1968 | 1975 | 1982 | 1990 | 1999 | 2004 | 2006 | 2009 |
| ---- | ---- | ---- | ---- | ---- | ---- | ---- | ---- | ---- |
| 409  | 357  | 361  | 366  | 351  | 363  | 387  | 401  | 452  |

| 2014 | 2019 | 2022 | - | - | - | - | - | - |
| ---- | ---- | ---- | - | - | - | - | - | - |
| 483  | 493  | 533  | - | - | - | - | - | - |

## Économie

### Revenus
En 2018, la commune compte 199 ménages fiscaux, regroupant 494 personnes. La médiane du revenu disponible par unité de consommation est de 22 040 € (20 400 € dans le département).

### Emploi
|                | 2008  | 2013  | 2018  |
| -------------- | ----- | ----- | ----- |
| Commune        | 8 %   | 5,5 % | 7,7 % |
| Département    | 8,2 % | 9,9 % | 10 %  |
| France entière | 8,3 % | 10 %  | 10 %  |

En 2018, la population âgée de 15 à 64 ans s'élève à 288 personnes, parmi lesquelles on compte 77,7 % d'actifs (70 % ayant un emploi et 7,7 % de chômeurs) et 22,3 % d'inactifs,. Depuis 2008, le taux de chômage communal (au sens du recensement) des 15-64 ans est inférieur à celui de la France et du département.
La commune fait partie de la couronne de l'aire d'attraction d'Albi, du fait qu'au moins 15 % des actifs travaillent dans le pôle,. Elle compte 72 emplois en 2018, contre 70 en 2013 et 64 en 2008. Le nombre d'actifs ayant un emploi résidant dans la commune est de 201, soit un indicateur de concentration d'emploi de 35,8 % et un taux d'activité parmi les 15 ans ou plus de 55,8 %.
Sur ces 201 actifs de 15 ans ou plus ayant un emploi, 35 travaillent dans la commune, soit 17 % des habitants. Pour se rendre au travail, 91,5 % des habitants utilisent un véhicule personnel ou de fonction à quatre roues, 1 % les transports en commun, 4 % s'y rendent en deux-roues, à vélo ou à pied et 3,5 % n'ont pas besoin de transport (travail au domicile).

### Activités hors agriculture
49 établissements sont implantés  à Villeneuve-sur-Vère au 31 décembre 2019. Le tableau ci-dessous en détaille le nombre par secteur d'activité et compare les ratios avec ceux du département,.
| Secteur d'activité                                                                                        | Commune | Commune | Département |
| Secteur d'activité                                                                                        | Nombre  | %       | %           |
| --- | ------- | ------- | ----------- |
| Ensemble                                                                                                  | 49      |         |             |
| Industrie manufacturière, industries extractives et autres                                                | 12      | 24,5 %  | (13 %)      |
| Construction                                                                                              | 3       | 6,1 %   | (12,5 %)    |
| Commerce de gros et de détail, transports, hébergement et restauration                                    | 13      | 26,5 %  | (26,7 %)    |
| Information et communication                                                                              | 1       | 2 %     | (2,1 %)     |
| Activités immobilières                                                                                    | 3       | 6,1 %   | (4,2 %)     |
| Activités spécialisées, scientifiques et techniques et activités de services administratifs et de soutien | 5       | 10,2 %  | (13,8 %)    |
| Administration publique, enseignement, santé humaine et action sociale                                    | 11      | 22,4 %  | (15,5 %)    |
| Autres activités de services                                                                              | 1       | 2 %     | (9 %)       |

Le secteur du commerce de gros et de détail, des transports, de l'hébergement et de la restauration est prépondérant sur la commune puisqu'il représente 26,5 % du nombre total d'établissements de la commune (13 sur les 49 entreprises implantées  à Villeneuve-sur-Vère), contre 26,7 % au niveau départemental.

### Agriculture
La commune est dans la « plaine de l'Albigeois et du Castrais », une petite région agricole occupant le centre du département du Tarn. En 2020, l'orientation technico-économique de l'agriculture  sur la commune est la polyculture et/ou le polyélevage. 
|               | 1988  | 2000  | 2010  | 2020  |
| ------------- | ----- | ----- | ----- | ----- |
| Exploitations | 39    | 30    | 25    | 17    |
| SAU (ha)      | 1 215 | 1 225 | 1 305 | 1 308 |

Le nombre d'exploitations agricoles en activité et ayant leur siège dans la commune est passé de 39 lors du recensement agricole de 1988  à 30 en 2000 puis à 25 en 2010 et enfin à 17 en 2020, soit une baisse de 56 % en 32 ans. Le même mouvement est observé à l'échelle du département qui a perdu pendant cette période 58 % de ses exploitations,. La surface agricole utilisée sur la commune a quant à elle augmenté, passant de 1 215 ha en 1988 à 1 308 ha en 2020. Parallèlement la surface agricole utilisée moyenne par exploitation a augmenté, passant de 31 à 77 ha.

## Culture locale et patrimoine

### Lieux et monuments

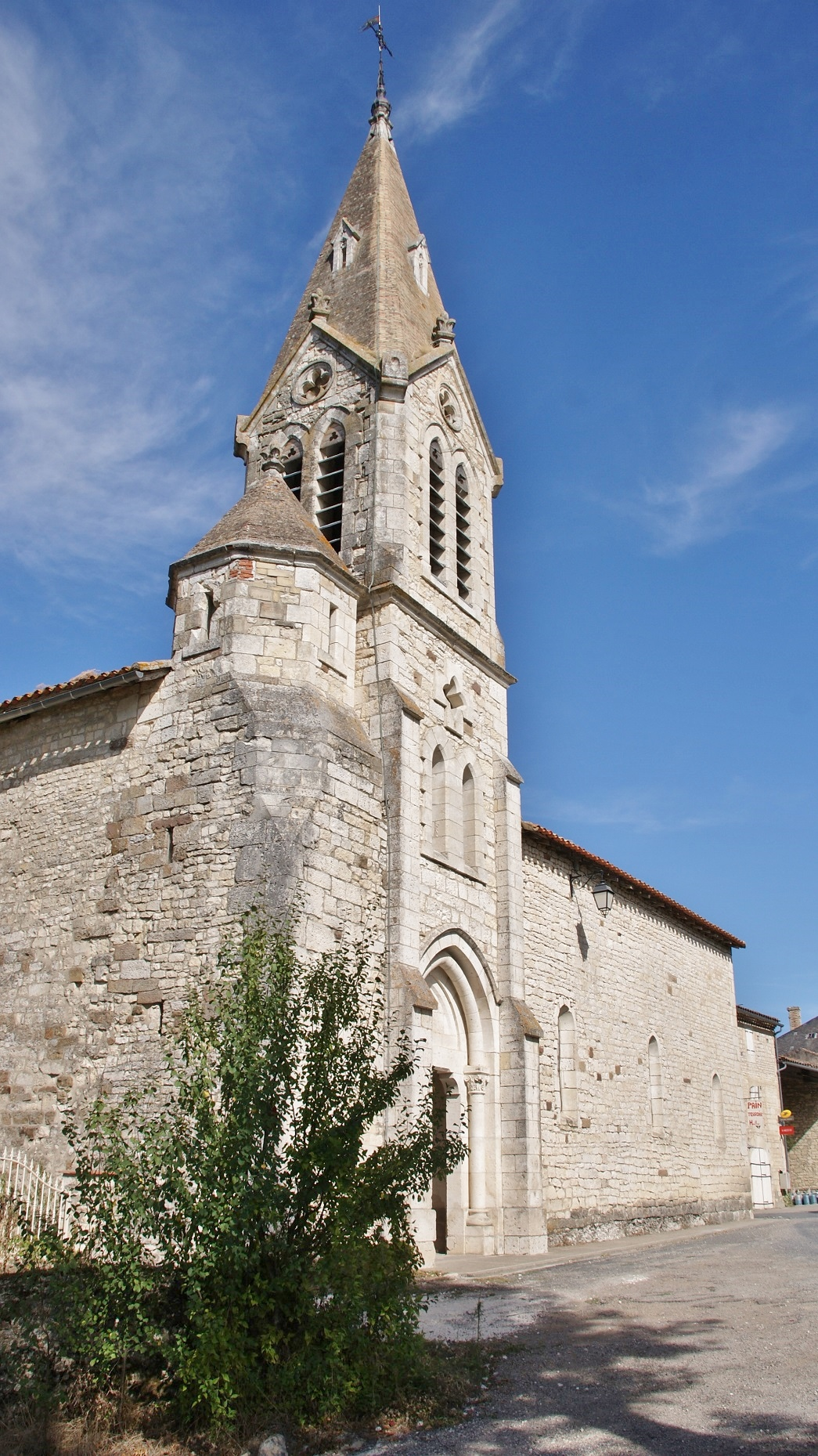
Église Saint-Sauveur de Villeneuve-sur-Vère.

- Église Saint-Sauveur de Villeneuve-sur-Vère
- Église Notre-Dame-de-la-Gardelle de La Fiolié
- Chapelle Saint-Étienne de Bresset

#### Château de Villeneuve-sur-Vère
Un château est mentionné à Villeneuve au moins en 1612. Il se trouvait devant l'église Saint-Sauveur, au bourg, et était en ruines au XIXe siècle. Le château aurait des origines très anciennes, appartenant d'abord aux vicomtes Trencavel puis aux évêques d'Albi.

#### Résidence des évêques d'Albi
Outre le château, les évêques d'Albi possédaient aussi une résidence dans le bourg, un édifice qui existe toujours à côté de la mairie. Cette résidence en pierre s'élève sur trois étages avec diverses ouvertures ornementées et une porte sculptée. Elle servit ensuite de résidence d'été pour les intendants du diocèse et après la révolution de presbytère.

### Personnalités liées à la commune
- Famille Alaman
  - Déodat Alaman (ministre des comtes de Toulouse - fin XIIe siècle, début XIIIe siècle)
  - Doat Alaman
  - Guillaume d'Alaman, troubadour du XIVe siècle, seigneur de Villeneuve-sur-Vère.
  - Sicard de Brès
  - Hector et Adhémar de Brès